# Inetd
inetd (z anglického internet service daemon) je super-server démon v operačním systému Linux. Jeho úkolem je naslouchat komunikaci na síťovém rozhraní a podle potřeby spouštět servery pro obsluhu požadavků (FTP server, http server, ssh server apod.). inetd je užitečný pro služby, které nejsou využívány často; naproti tomu ty služby, které jsou využívány často, je výhodnější spouštět jako nezávislé démony, díky čemuž se sníží režie nutná ke spuštění serveru.